# Table des Marchands
La Table des Marchands est un dolmen situé sur le site mégalithique de Locmariaquer, dans le département français du Morbihan. Il est inclus dans le site des mégalithes de Locmariaquer, avec le grand menhir brisé d'Er Grah et le tumulus d'Er Grah.

## Toponymie
Aucun auteur ancien du XVIIIe siècle ne donne de nom au monument et celui-ci va connaître bien des vicissitudes.
En 1814, Maudet de Penhouët désigne le monument sous les noms de dolmarchand et table de César qu'il traduit curieusement par « pierre du temple de Mercure ». En 1824, Bachelot de la Pylaie visite le site et mentionne un « magnifique  dolmen appelé Dol-Marchen, d'où lui est venu le nom vulgaire de Dolmarchande ». En 1827, le Chevalier de Fréminville signale que le « dolmen [est] appelé par suite d'une manie absurde Table de César » mais il ne mentionne aucun autre nom. L'attribution à César d'un monument mégalithique est une pratique semi-savante courante au XVIIIe siècle et XIXe siècle qui s'inscrit dans la celtomanie ambiante, renforcée au cas présent par l’épisode de la victoire romaine sur les Vénètes. Sur le cadastre de 1830, le site des mégalithes de Locmariaquer correspond à une parcelle cadastrale appelée Er Groh (qui peut se traduire par « la grotte ») et le dolmen est mentionné sous le nom d'Er Groh vihan (« la petite grotte ») : ces deux dénominations renvoient explicitement à l'aspect du monument dont la chambre pouvait faire penser à une grotte.
En 1830, le peintre Jean-Baptiste-Joseph Jorand représente le monument avec comme description « Table Marchande, près de Carnac ». En 1834, Mérimée transforme cette dénomination en Table des Marchands, appellation reprise ultérieurement, avec quelques variantes orthographiques, par de nombreux auteurs tout au long du XIXe siècle (Ogée, Cayot-Delandre, Rosenzweig, Closmadeuc, Gaillard) jusqu'à nos jours et qui contribue par parenthèse onomastique à associer faussement ce dolmen à une famille Marchand. Par ailleurs, bien que les celtisants voient dans le Dolmarchand de Maudet de Penhouët une francisation d'un éventuel ancien toponyme breton Daol Varchant  (signifiant « table du camp des chevaux » en breton), cette hypothèse demeure invérifiable car Maudet du Penhouët n'étant pas bretonnant, il est fort probable qu'il ait associé, au mot breton courant t(d)aol signifiant « table », une reproduction phonétique d'une appellation bretonne, qu'il avait entendue mais pas comprise, avec le mot français qui lui paraissait le plus proche (« marchand »).

## Historique
La plus ancienne représentation connue du dolmen figure dans l'ouvrage du président Robien, Histoire ancienne et naturelle de la province de Bretagne, rédigé en 1753-1755 : le dolmen est représenté (planche XII de l'ouvrage) à côté du Grand menhir brisé d'Er Grah. Il est probable que la première mention du dolmen soit celle donnée par Théophile-Malo de La Tour d'Auvergne-Corret à propos d'un monument, non explicitement nommé, situé entre Locmariaquer et « les bois de Kerantré ».
En 1811, Joachim Renaud explore le dolmen à la demande de Maudet de Penhoët et celui-ci en donne dans son ouvrage Recherches historiques sur la Bretagne, d'après ses monuments anciens et modernes une courte relation ainsi qu'une représentation : les proportions du monument sont respectées mais les personnages représentés à côté sont exagérément réduits afin d'en exagérer la monumentalité. À l’époque, le monument a déjà l'aspect qui va le rendre célèbre, « un des plus beaux et surtout le plus connu des dolmens du Morbihan », celui du « dolmen typique » : une grande dalle plate reposant sur sur trois piliers. Une représentation du dolmen et des gravures qui y sont visibles figure dans l'ouvrage Antiquité de Bretagne de Chevalier de Fréminville publié à partir de 1827. En 1844 et 1864, Lukis en dresse les premiers plans rigoureux.

Un dolmen déjà célèbre avant restauration
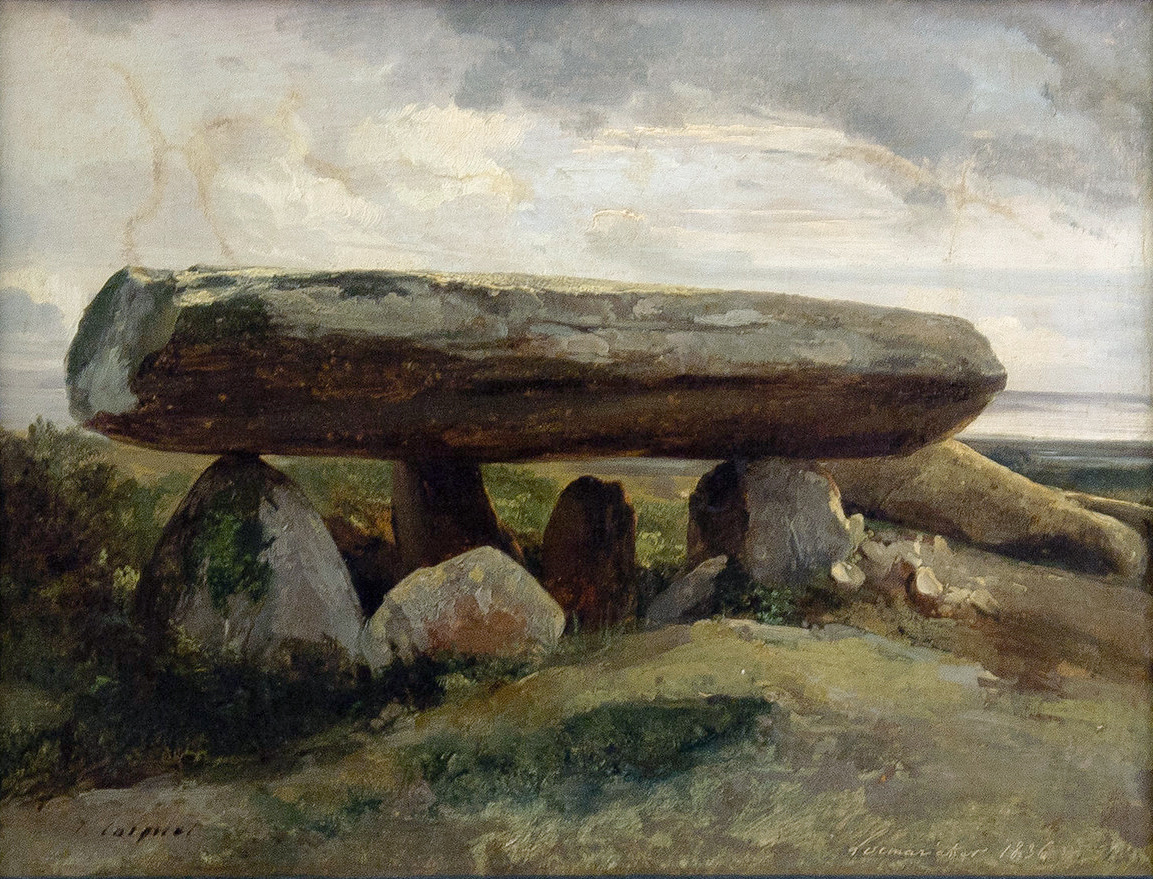
Dolmen à Locmariaquer, peinture de J. Coignet  (1836).
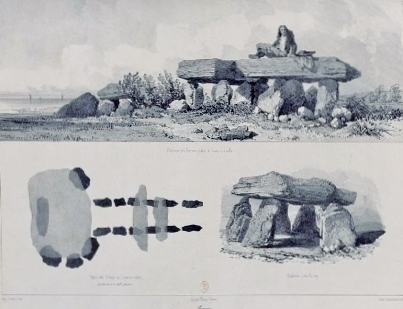
Table de César, selon J. Taylor (1845-1846).
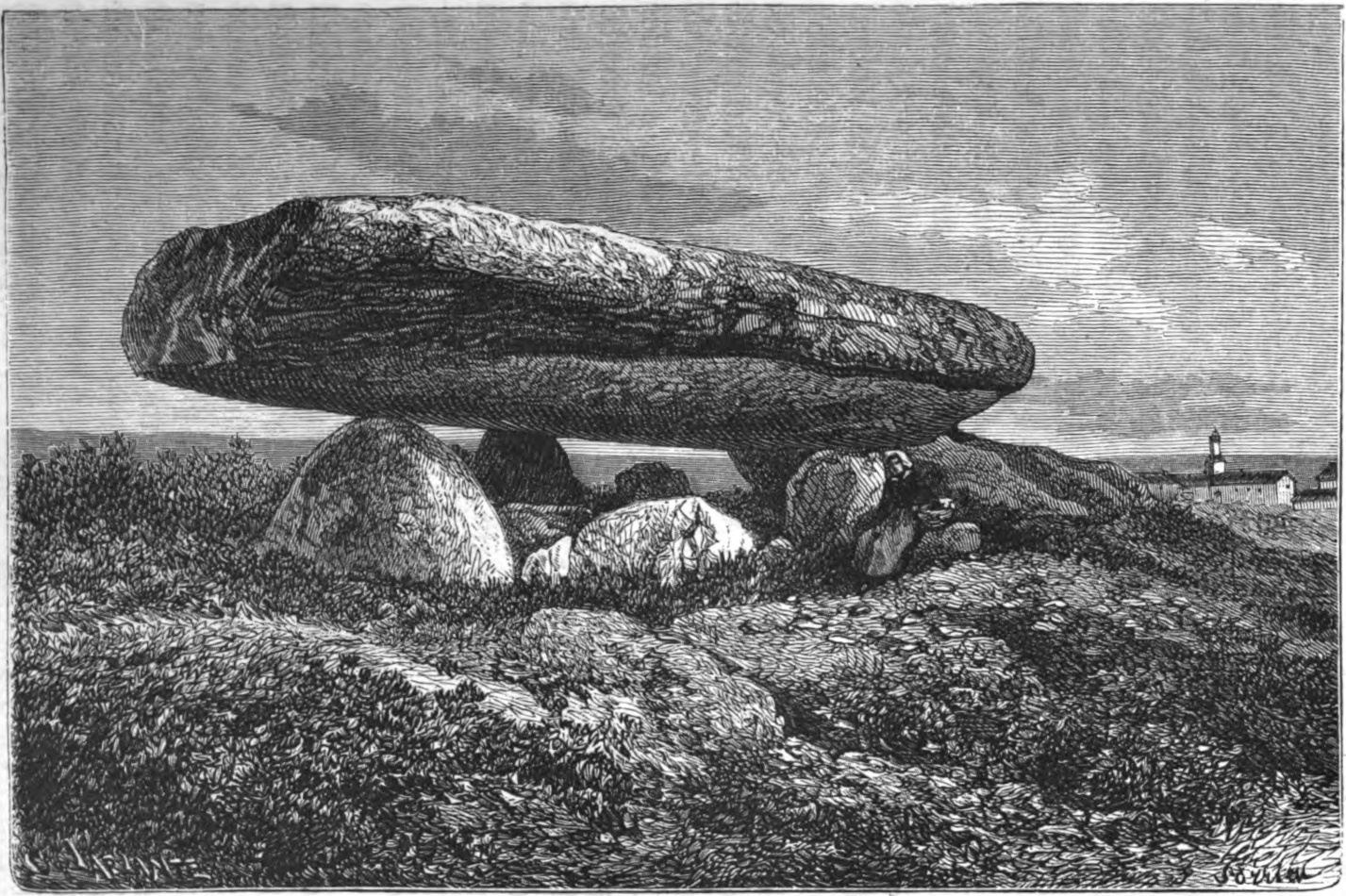
Gravure de C. Laplante pour l'ouvrage d'Onésime Reclus France et colonies (1886)
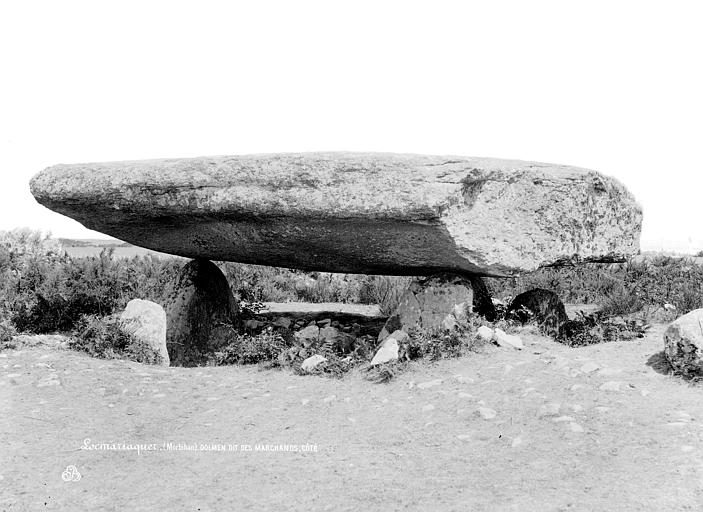
Table des Marchand, photographie de Séraphin-Médéric Mieusement (1893).
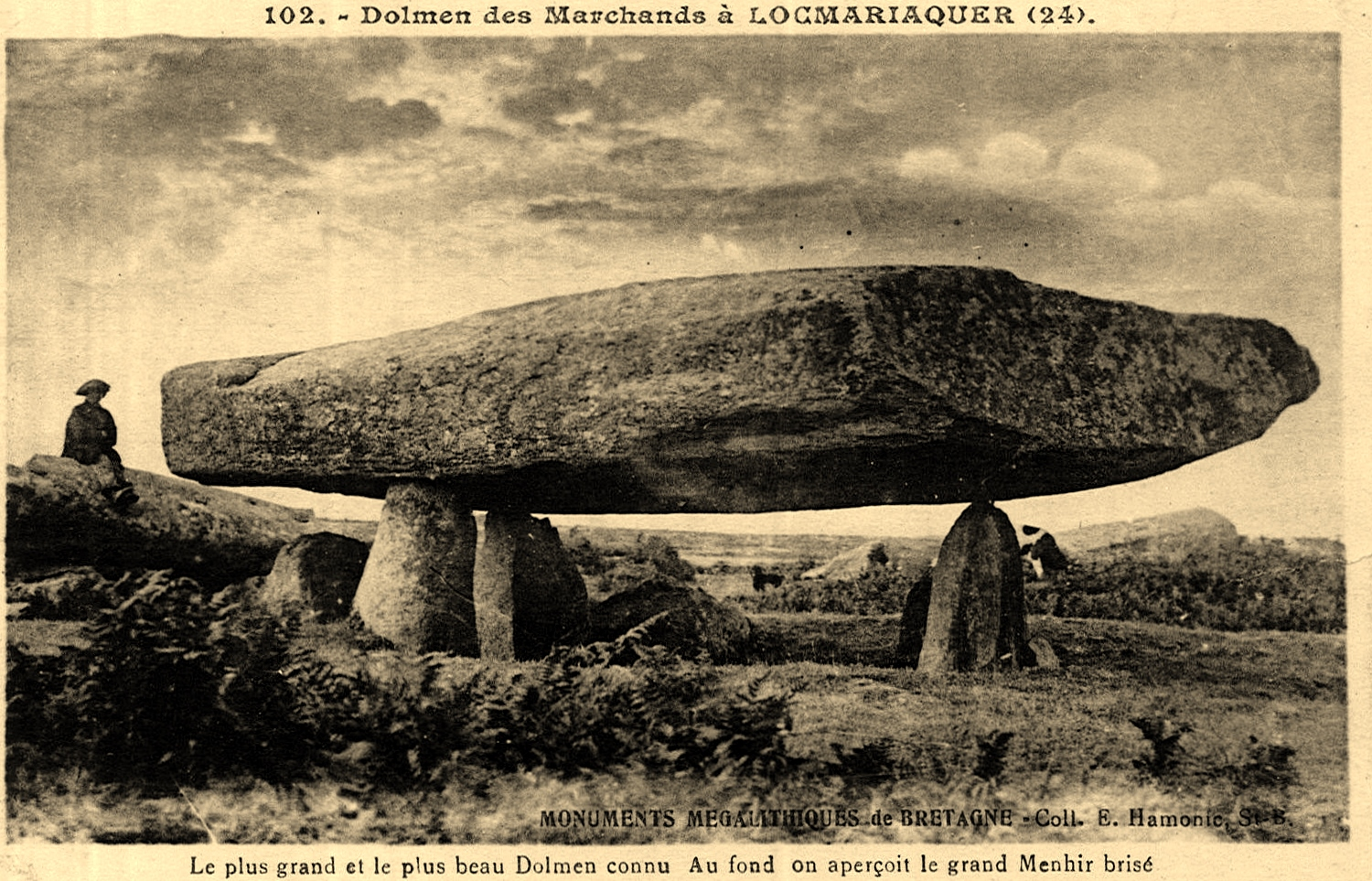
Table des Marchand, carte postale d'Émile Hamonic (vers 1900).
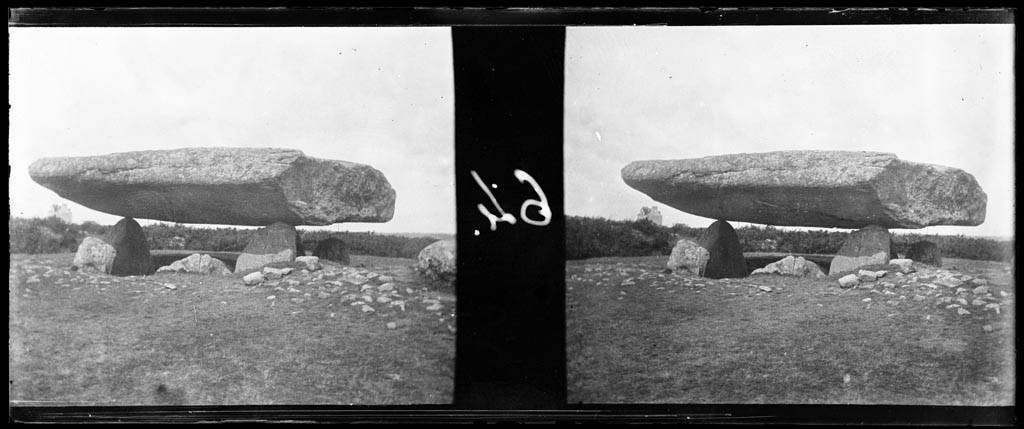
Photographie de Joaquim Bordons i Wehrle (1902).

En 1883, des murs sont édifiés autour de la dalle de couverture pour protéger l'intérieur de la chambre du dolmen qui fait l’objet d’un classement au titre des monuments historiques en 1889. En 1905, G. d'Ault du Mesnil, président de la Commission des monuments mégalithiques, réalise  de nouveaux travaux de restauration dans le dolmen. À la demande de l'abbé Breuil et afin de protéger les gravures du monument, la commission des monuments historiques charge Zacharie Le Rouzic de restaurer le monument. La restauration de Le Rouzic en 1937-1938 consiste à reconstituer un cairn protecteur, réalisation qui déclenche une violente polémique d'abord dans la presse locale, puis dans les sociétés savantes bretonnes avant de gagner Paris où elle finit par opposer la commission des monuments historiques et la sous-commission des monuments préhistoriques sur l'éthique de ces restaurations. On lui reproche principalement d'avoir modifié la physionomie du dolmen, celle du « dolmen typique » où une majestueuse dalle semble reposer miraculeusement sur ses fragiles piliers.
L'ensemble du site (Grand Menhir, Table des Marchand, Tumulus d'Er Grah) a fait l'objet d'une campagne de fouilles dirigée par Charles-Tanguy Le Roux (GrandMenhir, Er Grah) et Jean L'Helgouac'h (Table des Marchand) à partir de 1987. À partir d'une extrapolation des éboulis, la restauration de Le Rouzic est remise en cause et une nouvelle restauration du cairn est réalisée en 1991.

## Description

### Architecture
La Table des Marchand est un dolmen à couloir mesurant un peu plus de 10 m de longueur (dont 7 m pour le couloir). L'édifice est composé de dix-huit orthostates supports et de trois dalles de couverture. La table de couverture de la chambre mesure 5,72 m de long, mais elle est tronquée à son extrémité ouest, sur 3,95 m de large et 0,85 m d'épaisseur. La hauteur sous dalle atteint 2,50 m à partir du sol actuel. À l'origine, le dolmen était disposé au centre d'un cairn de 20 m de diamètre ceinturé par un mur de parement, conservé sur 1,75 m de hauteur, avec un fruit prononcé. Rien ne permet de savoir si le cairn recouvrait la dalle de couverture. Dans un second temps, ce cairn a été élargi pour atteindre 30 m de diamètre et la chambre est devenue excentrée.
La plupart des dalles de couverture du couloir et les supports du côté oriental de la chambre ont disparu. Les orthostates du couloir sont constitués de blocs de deux roches distinctes : deux sont en « orthogneiss de Roguedas » (orthostates n° 4 et 15) et tous les autres en granite local. Ces deux blocs d'orthogneiss correspondent à deux fragments jointifs d'un monolithe plus grand (dont il manque deux autres fragments) provenant du démantèlement de l'alignement voisin auquel appartenait le Grand menhir d'Er-Grah. La dalle de chevet (orthostate n° 10) de la chambre est en « grès à sabals » ou « grès ladère », roche qui géologiquement n'existe qu'à l'état sporadique dans la partie orientale du golfe du Morbihan, ce qui implique donc, comme pour les orthogneiss précités, un transport préalable sur une distance minimale de 10 km. Les fouilles ont montré que cette dalle préexistait à la construction du dolmen : la dalle était déjà érigée à cet emplacement, sa hauteur a déterminé celle de la chambre.

### Gravures
Plusieurs dalles comportent des gravures : la dalle de chevet sur les deux faces (dont une invisible au public), la dalle de couverture, les orthostates n°2 et 3 sur leur face interne. Les orthostates n°16 et 17 comportent des cupules sur leur face externe.

#### Dalle de chevet (orthostate n°10)

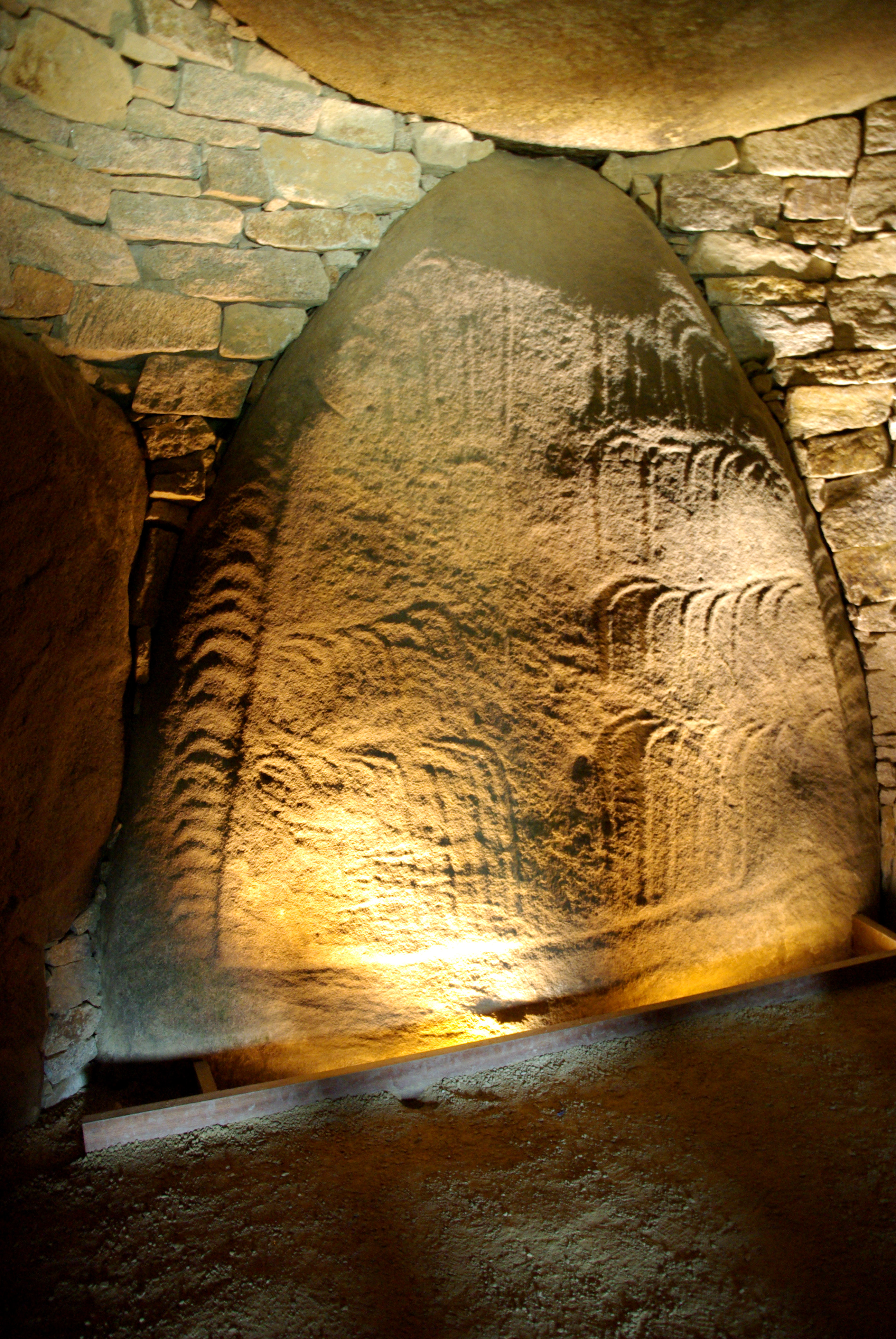
Dalle de chevet : face interne.

Sur sa face interne, la dalle de chevet est ornée, au centre de quatre registres symétriquement opposés composés du motif des crosses, et sur le contour d'un motif interprété comme le profil anthropomorphe de la « déesse Mère à la chevelure rayonnante » selon Le Roux ou comme un symbole phallique selon Cassen. Les crosses étant un augmentatif de puissance, cette face ornée dirigée vers la rivière d'Auray aurait eu pour objet d'envoyer un message d'avertissement à l'attention de ceux qui aborderaient la presqu'île,. Sur sa face externe, elle comporte un motif constitué d'un double arc radié surmontant une figure quadrangulaire et une forme en « croissant de lune » que Cassen interprète comme un arc-en-ciel (le ciel) surmontant un habitat-monde (la terre) et un bateau (la mer).
La dalle de chevet est également gravée du mot « GAZELLE » qui pourrait correspondre à une inscription laissée au XIXe siècle par un marin navigant sur un bateau portant ce nom.

#### Dalle de couverture
Cette dalle est ornée d’une grande hache emmanchée, d'une crosse allongée et du train avant d'un animal (deux jambes parallèles, encolure, museau allongé). L'extrémité du manche de la hache est recourbée et munie d'une lanière de préhension. La stèle d'origine a été brisée au niveau du dos de l'animal. La partie manquante (corne de l'animal, bovidé, partie inférieure du motif « hache-charrue/cachalot ») est visible sur le fragment réutilisé comme dalle de couverture au cairn de Gavrinis. L'ultime fragment de cette stèle (correspondant à la partie supérieure du motif du « hache-charrue/cachalot ») pourrait correspondre à une dalle réutilisé dans le tumulus d'Er Grah où ailleurs les motifs de décoration ne s'assemblant pas toujours parfaitement,.

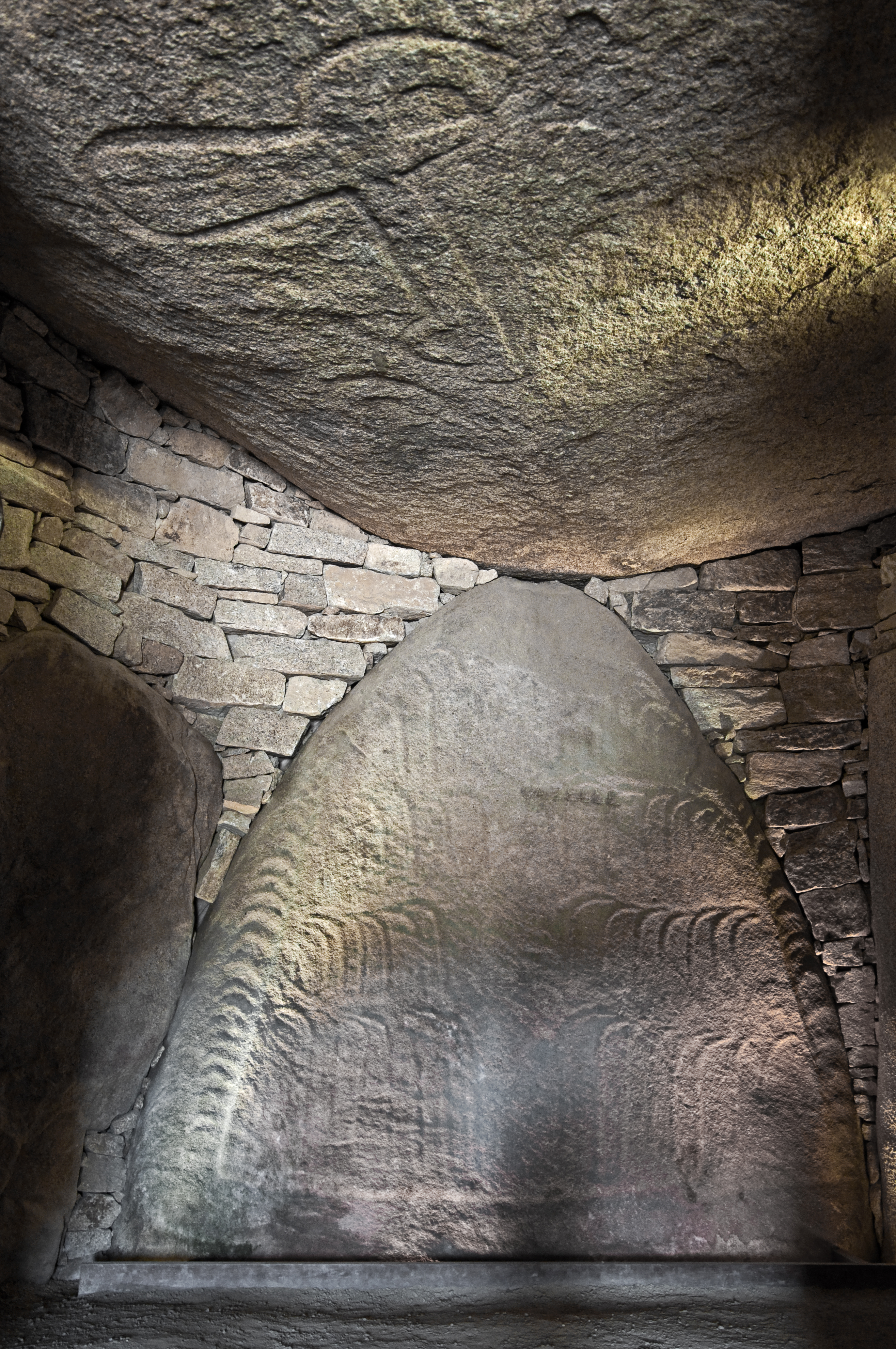
Dalle de chevet et table de couverture.
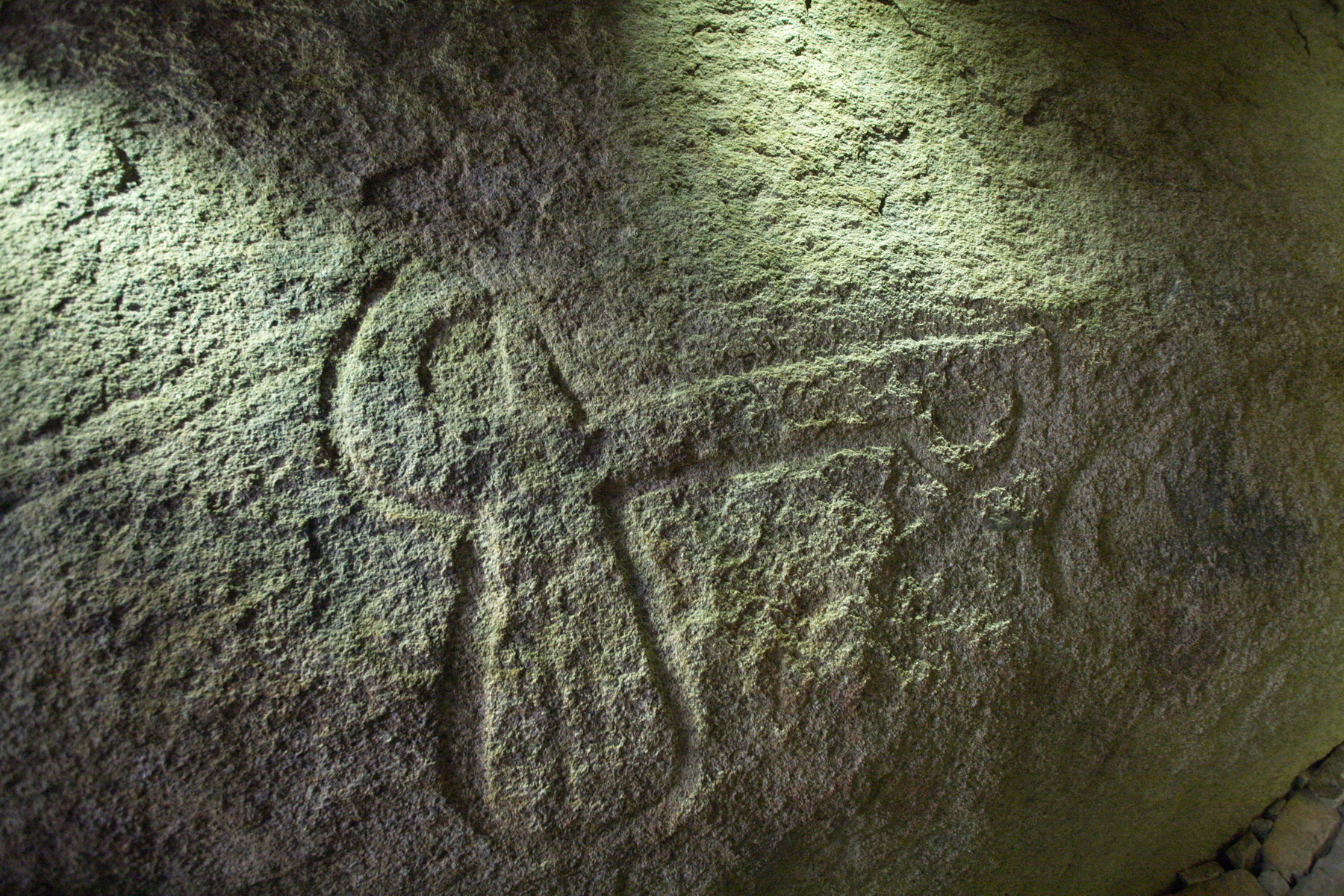
Dalle de couverture : hache emmanchée.
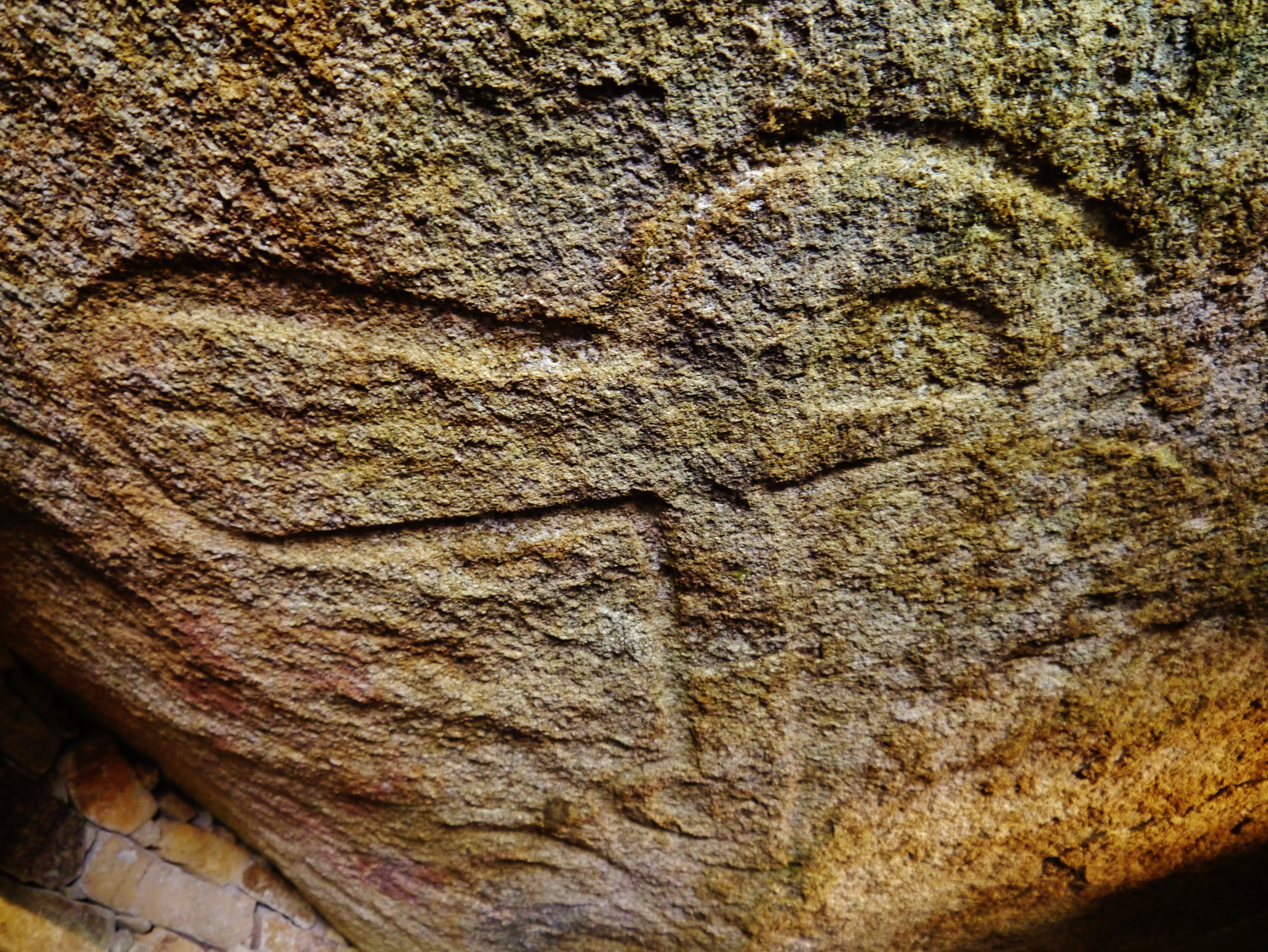
Dalle de couverture : hache emmanchée.
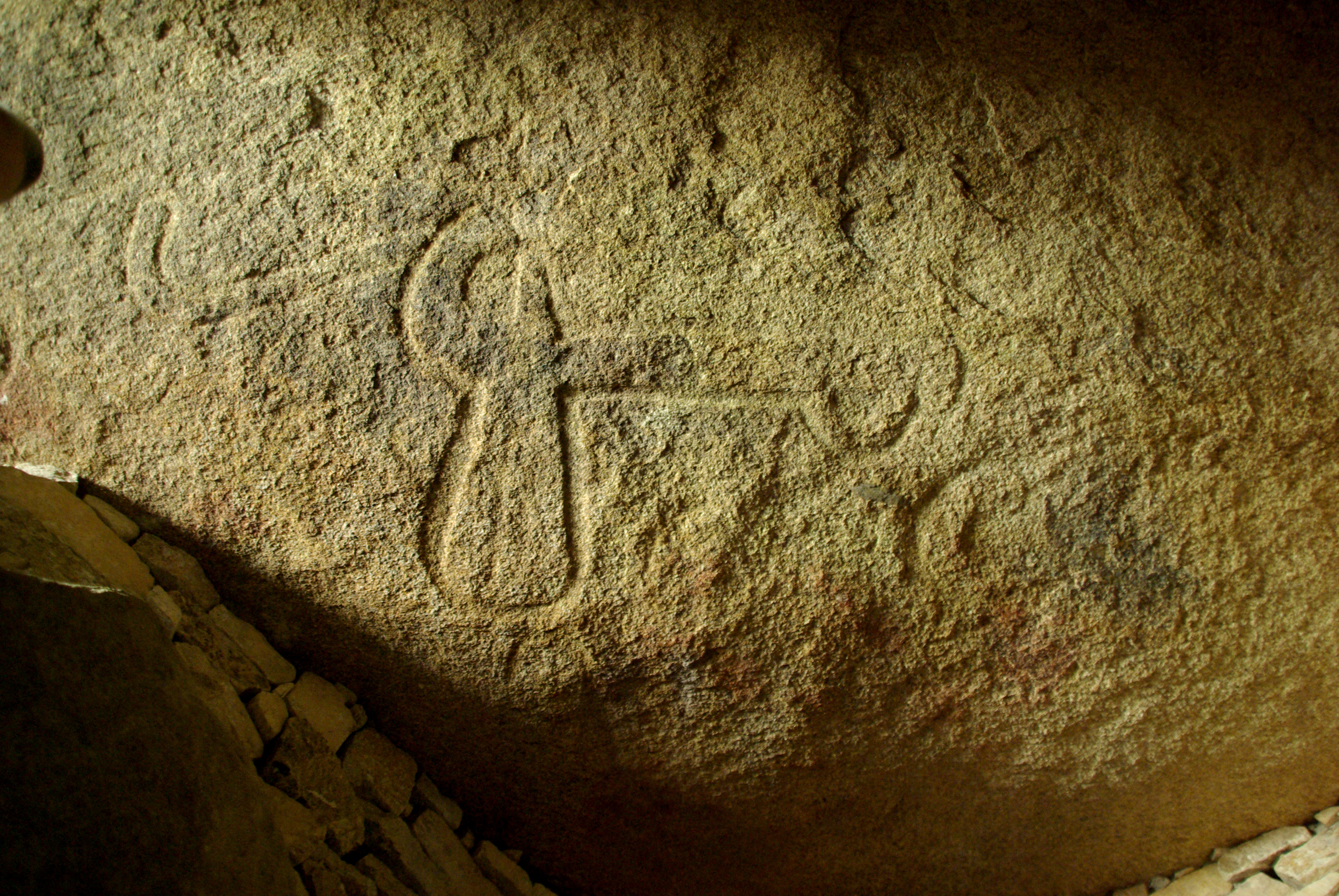
Dalle de couverture : hache emmanchée et crosse allongée.
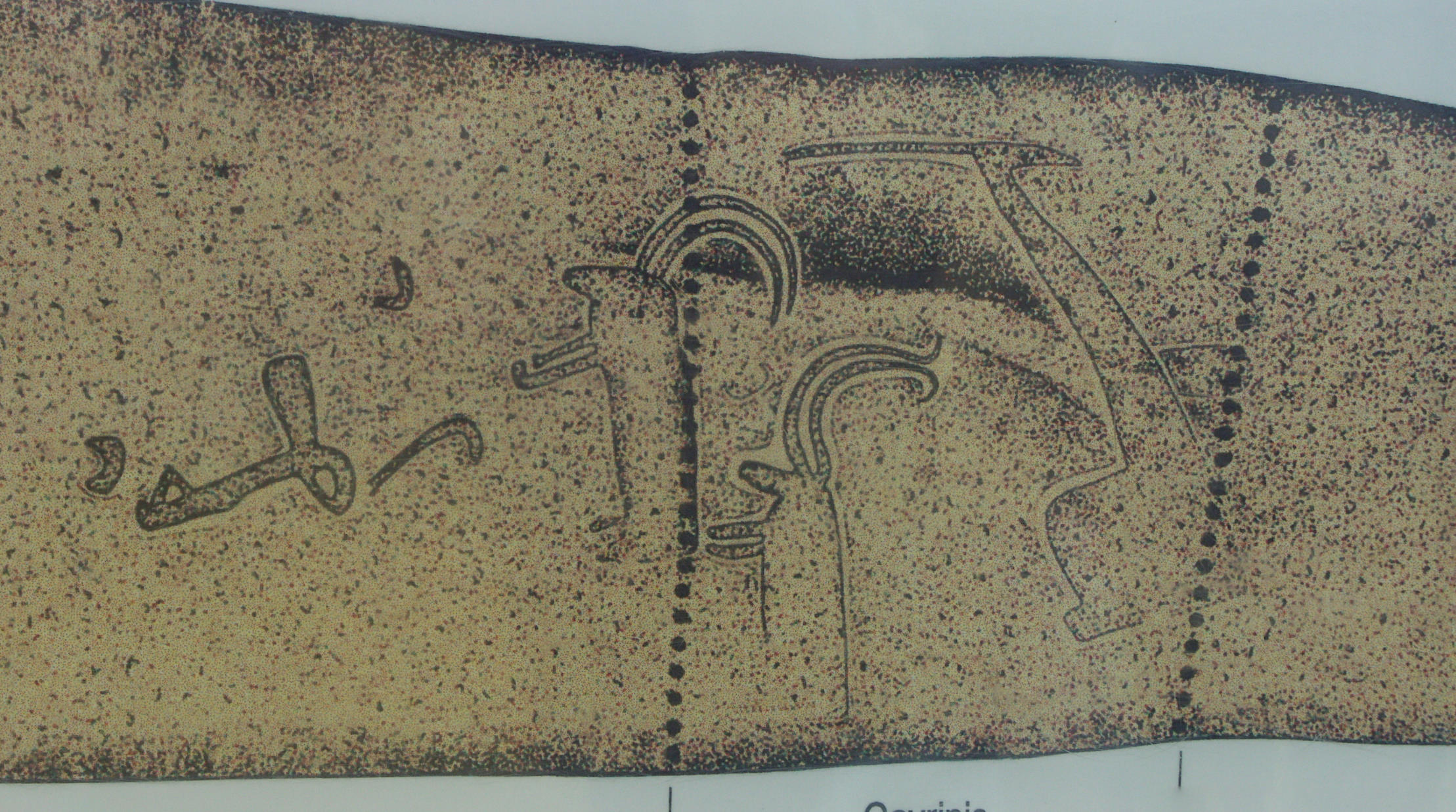
Représentation de la dalle complète.

#### Orthostates n°2, 3, 16 et 17
Les tracés de l’orthostate n°2 (deuxième orthostate en entrant côté gauche du couloir) n'ont été découverts qu'en 2005, ils sont très effacés et semblent dessiner une figure de forme quadrangulaire. L’orthostate n°3 comporte dans sa partie supérieure, un tracé serpentiforme (côté gauche) et un signe ramiforme (côté droit), un groupe de cupules dans sa partie inférieure gauche et un serpentiforme dans l'angle inférieur droit. Les orthostates n°2 et n°3 (côté gauche du couloir) étant situées face aux orthostates n°16 et 17 (côté droit du couloir) qui elles comportent uniquement des cupules, il est vraisemblable que cette construction symétrique par paire n'est pas accidentelle et devait correspondre à une symbolique qui demeure inconnue.

## Mobilier archéologique
Dans sa relation de la fouille de 1811, Maudet de Penhoët émet l'hypothèse que le monument était demeuré inviolé mais il est plus probable que le monument ait déjà probablement été pillé auparavant en raison de son état au moment des fouilles et de l'installation voisine d'un théâtre à l'époque gallo-romaine. Maudet de Penhoët rapporte que l'intérieur de la chambre était comblé par plusieurs couches de cendre et de terre alternées dont le déblaiement ne livra qu'une hache en silex et des fragments de céramique. Selon Chevalier de Fréminville, les fouilleurs découvrirent aussi « un peloton de fil d'or » peu altéré par le temps. Lors de la restauration de 1883, on y recueillit un petit matériel archéologique : trois haches polies (dont 1 en fibrolithe et 1 en diorite), une lame en quartz, neuf éclats de silex, un os de cheval et quelques fragments de poterie (mobilier est conservé dans les collections de la Société polymatique du Morbihan). En 1905, Ault du Mesnil découvrit deux vases quasi-complets en terre noire et 62 éclats de silex (mobilier conservé au musée Miln).